# Lampetis chamela
Lampetis chamela es una especie de escarabajo del género Lampetis, familia Buprestidae. Fue descrita científicamente por Corona en 2005.